# Зніт чотиригранний
Зніт чотиригранний (Epilobium tetragonum) — вид трав'янистих рослин родини онагрові (Onagraceae), поширений на заході Північної Африки й на півдні Африки, у Європі окрім крайньої півночі, у центральній і західній Азії.

## Опис
Багаторічна рослина (10)30–80(130) см заввишки. Рослина блідо-зелена. Середні листки лінійно-ланцетні, з широкого підстави поступово відтягнуті в гостру верхівку, як і стебла, голі або майже голі; по краю листків нерівномірно і гостро пильчато-зубчасті. Бутони еліптичні, до обох кінців поступово звужені. Чашолистки 2.8–4.2 x 0.8–1.8 мм. Пелюстки рожеві, 4–6(7) мм довжиною. Коробочки 3.5–8 см, на квітконіжках 1–3 см. Насіння 1–1.3 x 0.4–0.5 мм, яйцеподібне вужче при основі.

## Поширення
Поширений на заході Північної Африки й на півдні Африки, у Європі окрім крайньої півночі, у центральній і західній Азії.
В Україні вид зростає на болотах, заплавних луках, по берегах річок, в лісах, чагарниках, вологих місцях — на всій території б. м. зазвичай, в горах Криму (нижній і частково середній пояси) зрідка.

## Галерея

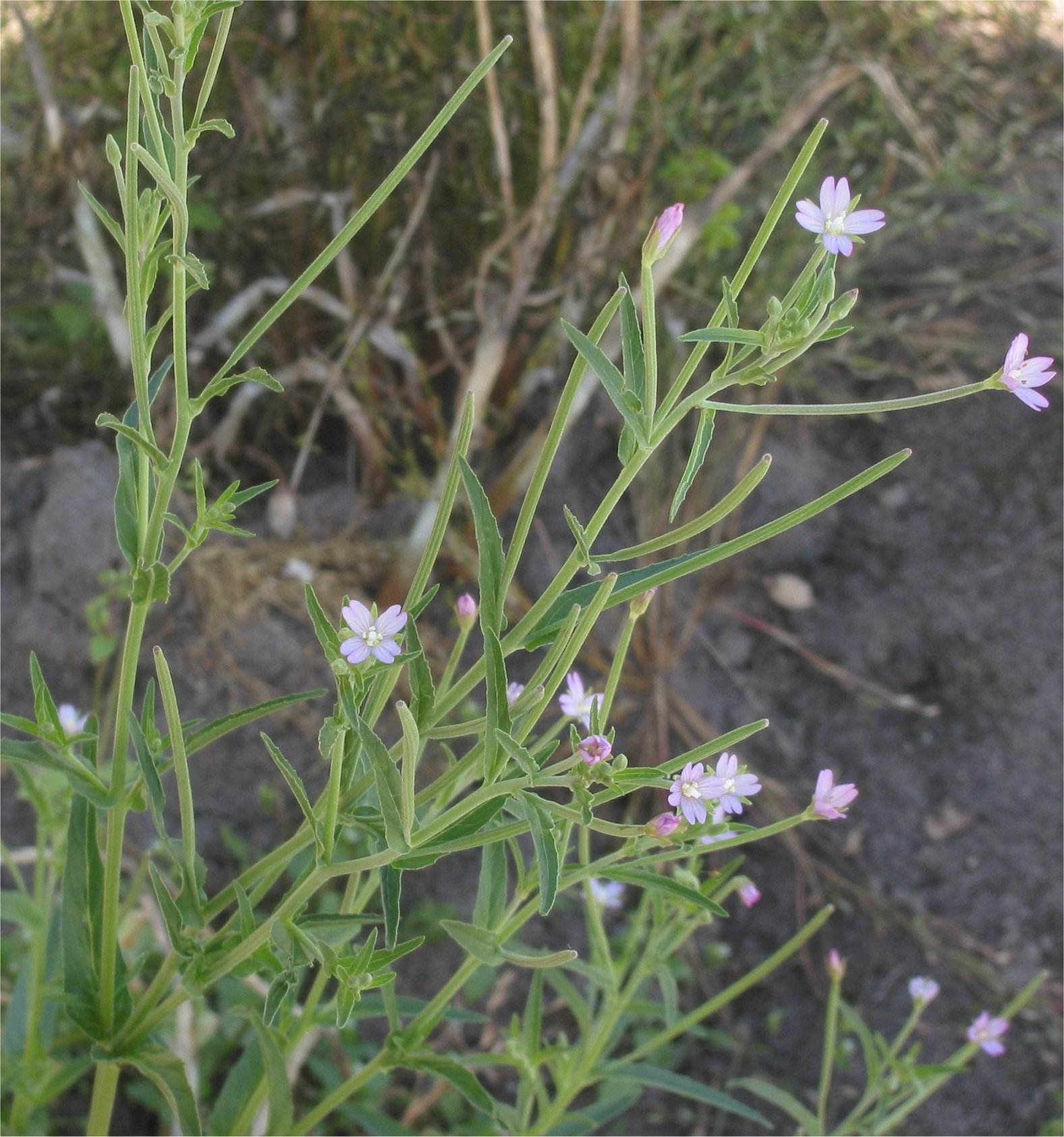
рослина
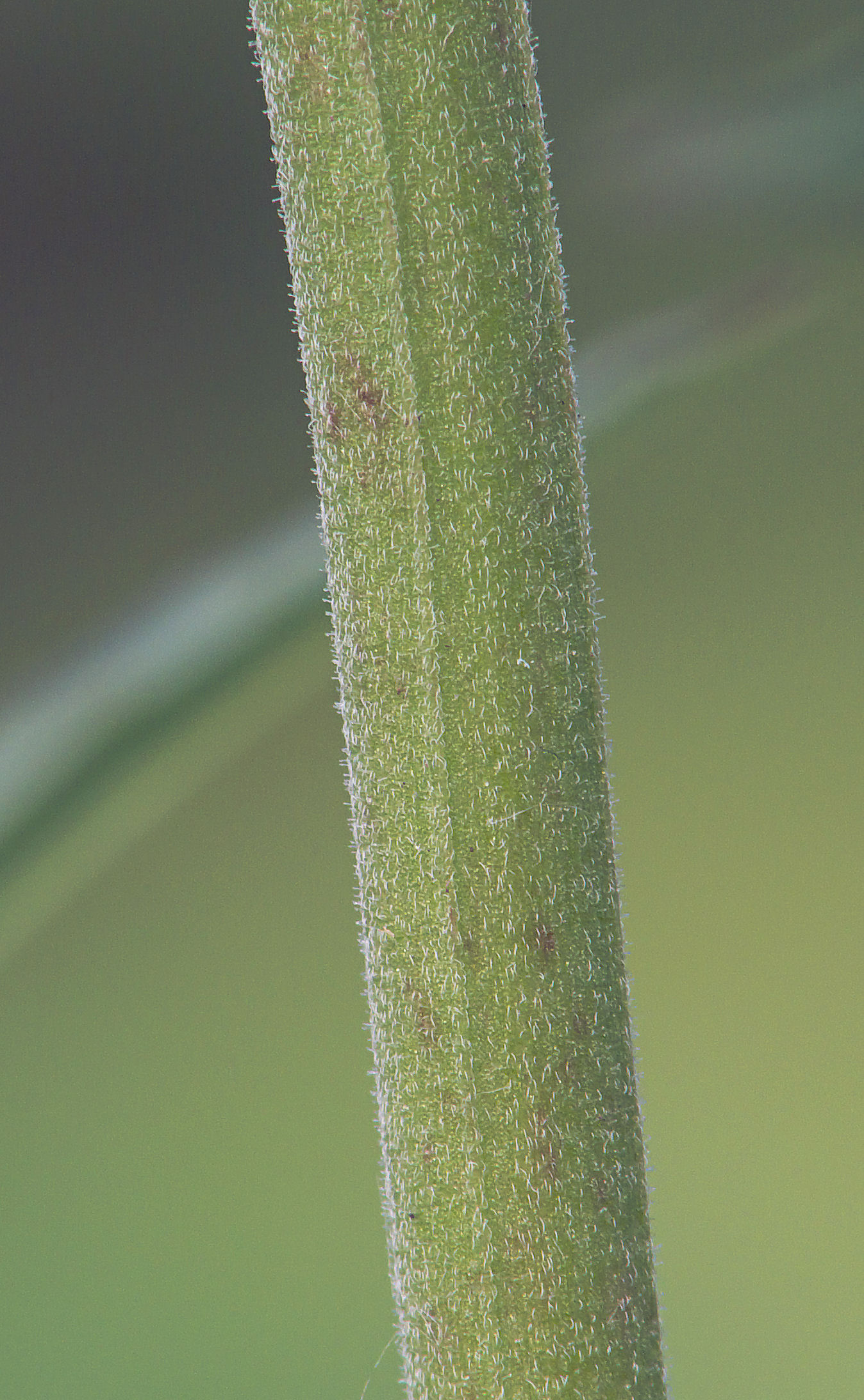
стебло
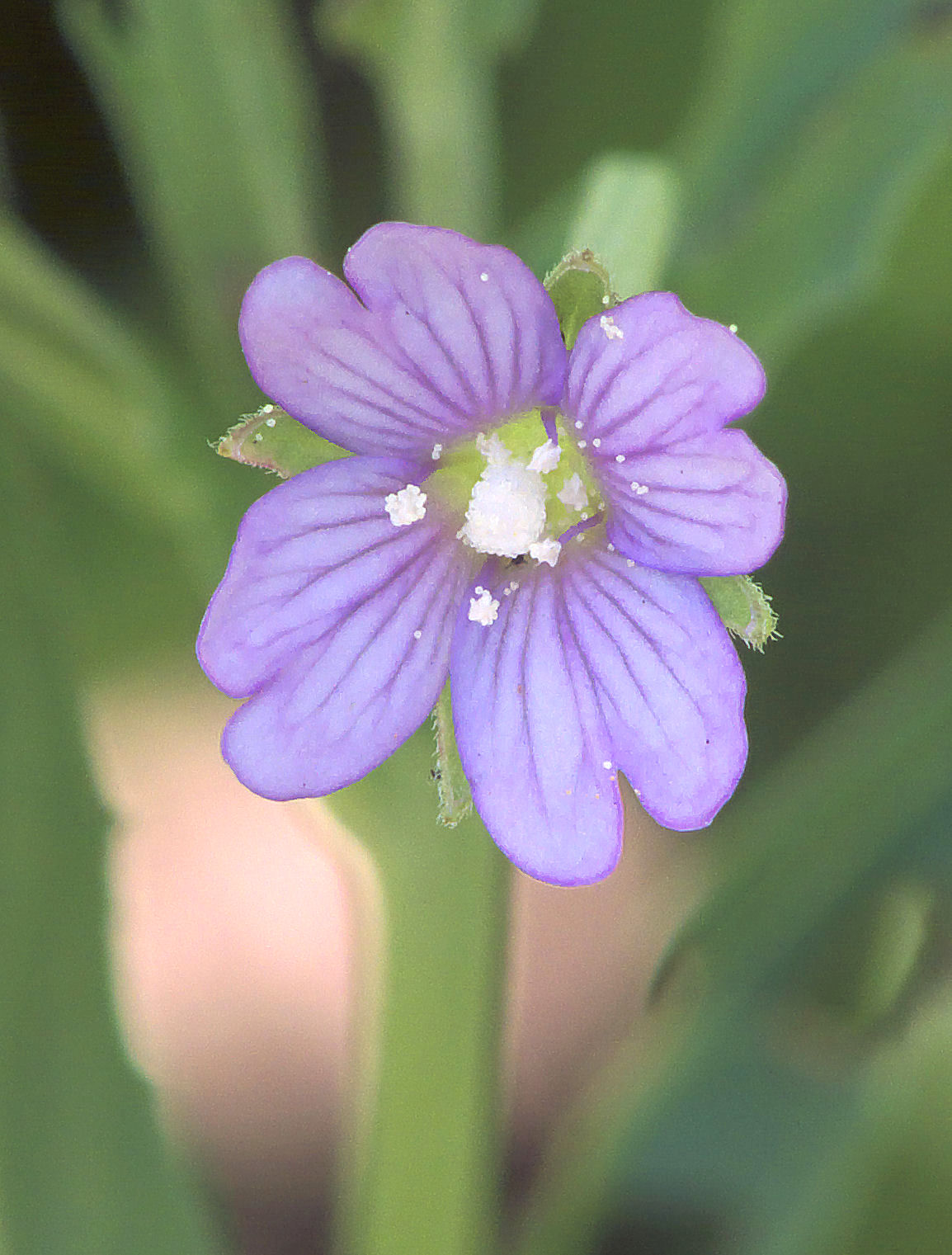
квітка
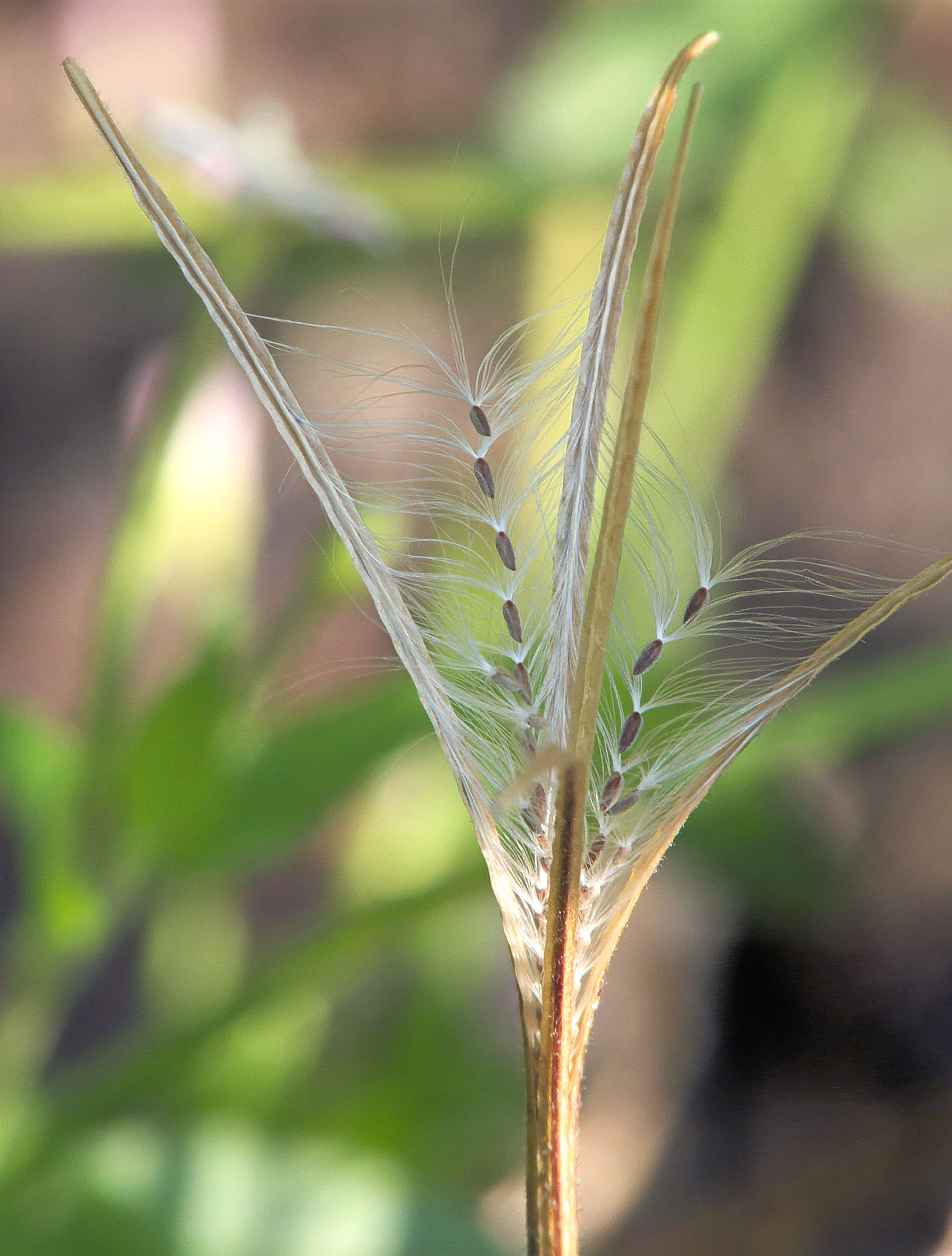
плід
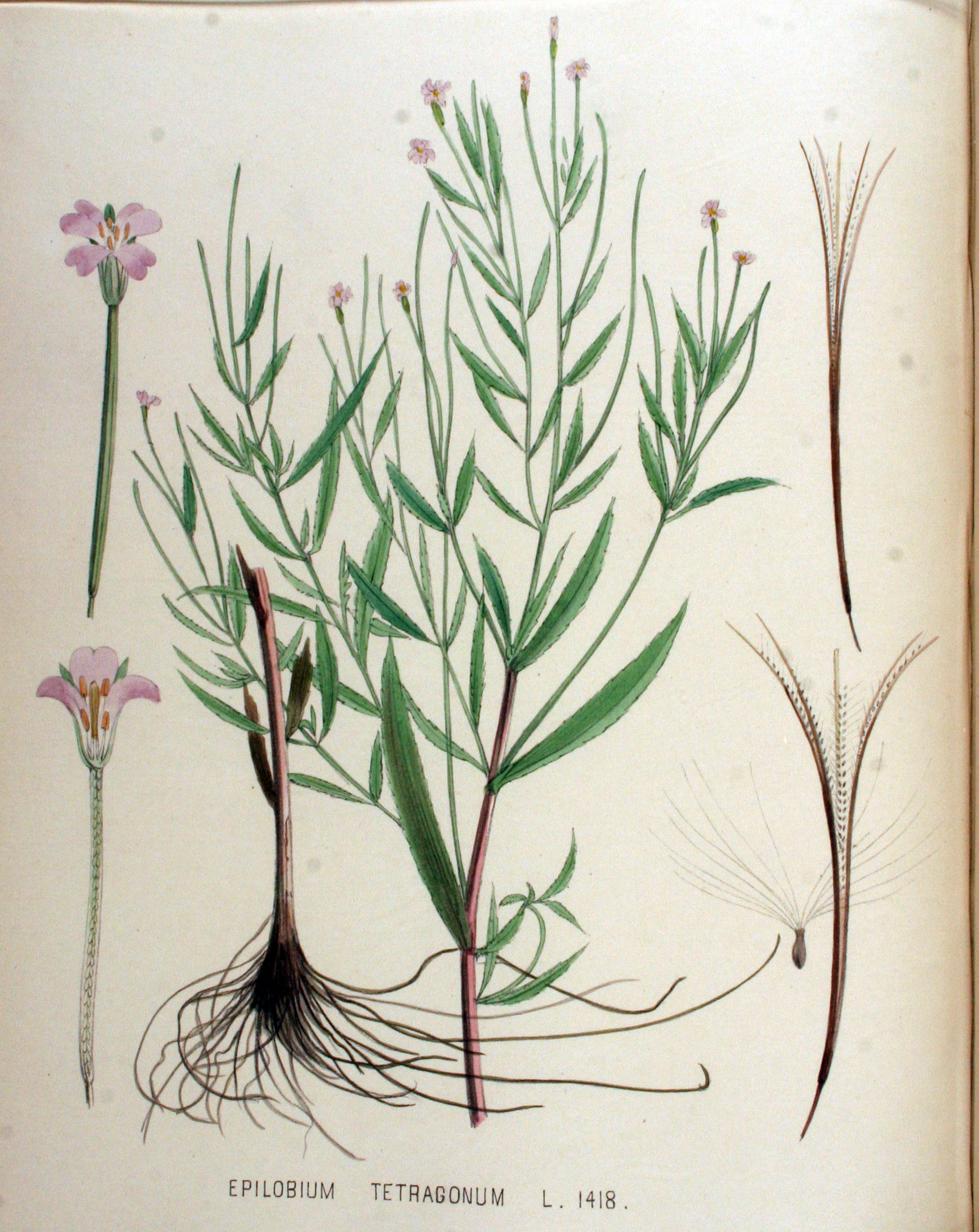
ілюстрація